# 馬尾下
馬尾下（英語：Ma Mei Ha）是一條位於香港新界北區粉嶺的鄉村。

## 行政區劃
馬尾下是新界小型屋宇政策下其中一條認可鄉村。

## 歷史
前沙頭角支線（又稱「沙頭角鐵路」，1911－1928年間運營）的馬尾下站曾為馬尾下提供服務。馬尾下站於1916年2月啟用。

## 外部連結
- 居民代表選舉馬尾下（粉嶺）的劃定現有鄉村範圍（2019－2022年） （页面存档备份，存于）

22°31′05″N 114°10′36″E / 22.518014°N 114.176733°E